# Вуд (семья мастеров)
Вуд (англ. Wood) — семья английских мастеров-керамистов, несколько поколений которой работали в Стаффордшире (неметропольное графство на западе центральной части Англии), традиционном центре гончарного ремеслa.
Аарон Вуд (1717—1785), усовершенствовав технологию приготовления глино-каменных масс, с 1760 года выпускал посуду, портретные бюсты и статуэтки. Вместе с ним работали его сын Энох Вуд (1759—1840), брат Ральф Вуд (1715—1772) со своим сыном Ральфом Вудом Младшим (1748—1795). Работы стаффордширских мастеров отличались несколько архаичным своеобразием «сельского стиля» керамических фигурок и посуды с лаконичным рельефным декором и «поливной» глазурью из закиси железа.
Некоторые поздние произведения Ральфа Вуда Третьего (?—1801), сына Ральфа Вуда Младшего, характерны натуралистичностью форм и декора. В 1784—1790-х годах Энох Вуд руководил достаточно крупной по тем временам керамической фабрикой.